# Neivamyrmex andrei
Neivamyrmex andrei é uma espécie de formiga do gênero Neivamyrmex.